# Letéti szerződés
A letéti szerződés a polgári jogban egy szerződésfajta, amelynek lényege:az egyik fél (a letevő) megbízza a másik felet (letéteményest) azzal, hogy a rábízott dolgot őrizze meg - és kifejezett kikötés esetén - kezelje.
A hatályos magyar Polgári Törvénykönyv a XVIII. Címben foglalkozik a letéti szerződésekkel. (A többes szám kifejezi, hogy itt egy szerződéstípusról van szó, amely alá többféle szerződés tartozik.)

## Története
Már az ókorban ismert szerződésfajta volt.

„Letét (lat. depositum). A szerződésből, amelynek értelmében valaki, a letevő (deponens), saját vagy másnak ingó dolgát egy harmadiknak, a u. n. letéteményesnek (depositarius), megőrzés végett átadja, letét keletkezik. A római jog szerint az őrzésnek ingyenesnek kell lennie; a modern jogok e kelléket nem veszik figyelembe, a letét őrzési díj kikötése által nem veszti el jogi természetét, sőt őrzési díj külön kikötés nélkül is követelhető, ha a körülmények szerint, p. a letéteményes állásánál fogva a megőrzés átvételére csak ellenszolgáltatás mellett lehetett számítani. A letét a letéteményest a dolognak megőrzésére s visszaadására kötelezi. A dolgot másnak őrizetére bízni, az őrizetnek megállapított módjától eltérni a letéteményes önhatalmúlag jogosítva nincs. A dolog őrizetére fordított szükséges költségeket a letevő minden esetben megtéríteni köteles. A dolgot a letevő bármikor visszakövetelheti, míg a letéteményes a kikötött határidő előtt a dolgot rendszerint vissza nem adhatja. Az őrizeti díj rendszerint akkor fizetendő, mikor az őrizet véget ér. Oly kikötés esetében, hogy a letevő a letett helyettesíthető dolgokat nem természetben, hanem hason minőségben és mennyiségben visszaadni tartozik, a letét kölcsönné lesz. A római jog a letétnek ezt a nemét szabálytalan letétnek (depositum irregulare) nevezi, míg «Depositium miserabile» alatt közveszély idején történt letétet ért.”

## A letéti szerződés általános szabályai
A letéti szerződés általános szabályait a Ptk. XLVII. Fejezete tartalmazza.
Letéti szerződés alapján a letéteményes a szerződésben meghatározott ingó dolog megőrzésére és annak a szerződés megszűnésekor történő visszaadására, a letevő díj fizetésére köteles.

### A letett dolog használata, másra bízása, hasznainak szedése, kezelése
A letéteményes köteles a letett dolgot saját vagyonától és más letevő által letett dologtól elkülönítve őrizni és nyilvántartani.
A letéteményes köteles a letett dolgot kezelni, ha a letett dolog természete azt szükségessé teszi. A letett dolog kezelésére a megbízás szabályait kell alkalmazni. A letéteményes a letett dolgot nem használhatja, nem hasznosíthatja, más személy birtokába vagy őrizetébe nem adhatja, kivéve, ha ez a letevőnek károsodástól való megóvása érdekében szükséges. E tilalom megszegése esetén felelős minden kárért, amely e nélkül nem következett volna be. A letéteményes köteles a letett dolog hasznait beszedni, ha a dolog természeténél fogva hasznot hajt. A letéteményes a beszedett hasznokkal köteles a letevőnek elszámolni. A beszedett hasznokat a letéteményes jogosult a költségei fedezésére fordítani, az ezt meghaladó hasznokat a letéteményes köteles a letevőnek kiadni.

### A dolog átvételének megtagadása
A dolog átvételét a letéteményes megtagadhatja, ha olyan körülmények következnek be, amelyeknél fogva határozott idejű letéti szerződés esetén a szerződés felmondására lenne jogosult.

### Törvényeszálogjog
A letéteményest díja és költségei biztosítására zálogjog illeti meg a letevőnek azokon a vagyontárgyain, amelyek a letét következtében kerültek birtokába.

## A letét megszűnése
A letevő jogosult a szerződést bármikor felmondani. Ha a felek abban állapodnak meg, hogy a letéteményes a letett dolgot a szerződésben meghatározott feltételek bekövetkezése vagy a szerződés megszűnése esetén a szerződésben meghatározott harmadik személy részére köteles kiadni, a letevő a szerződést a szerződésben meghatározott személy hozzájárulásával mondhatja fel. A határozatlan idejű letéti szerződést a letéteményes 15 napi felmondással felmondhatja. A határozott idejű letéti szerződést a letéteményes akkor mondhatja fel, ha a dolog biztonsága veszélyben van, vagy ha a dolog őrizetét nem foglalkozása körében látja el, és a szerződéskötéskor általa nem ismert olyan körülmények következtek be, amelyek a dolog további őrizetét számára nagymértékben megnehezítik. Ha a letét a szerződésből megállapítható idő eltelte előtt szűnik meg, a letevő a díj arányos részét köteles megfizetni. A letéteményes a letett dolgot azon a helyen köteles visszaadni, ahol őriznie kellett. Ha a letevő a dolog visszavételét megtagadja, a megbízás nélküli ügyvitel szabályait kell alkalmazni.

### Ingyenes letét
E fejezet rendelkezéseit megfelelően alkalmazni kell az olyan letéti szerződésre, amely alapján a letevő ellenszolgáltatás nyújtására nem köteles. A szükséges költségek megtérítését a letéteményes akkor is követelheti, ha a letét egyébként ingyenes. Ingyenes letét esetén a letéteményes a szerződésen kívüli károkozásért való felelősség szabályai szerint felel azért a kárért, amelyet a letevő a letett dolog elveszése, elpusztulása vagy megrongálódása folytán szenved.

## A gyűjtő és a rendhagyó letéti szerződés
A Ptk. XLVIII. Fejezete szól a gyűjtő és a rendhagyó letéti szerződésről:

### A gyűjtő letéti szerződés
Ha a letét tárgya helyettesíthető dolog és a szerződés alapján a letéteményes jogosult több letevő azonos fajtájú és minőségű, helyettesíthető dolgát együtt őrizni, anélkül, hogy azokat letevők szerint elkülönítené vagy egyedileg megkülönböztetné, a letevőknek közös tulajdona keletkezik a letétben lévő azonos fajtájú és minőségű, helyettesíthető dolgokon, és a letét megszűnésekor a letéteményes a letevő tulajdoni hányadának megfelelő mennyiségű, a letett dologgal azonos fajtájú és minőségű dolog kiadására köteles. A tulajdoni hányad szerinti mennyiség kiadásához a többi tulajdonostárs beleegyezése nem szükséges. A gyűjtő letétben lévő értékpapírt a letéteményes a letevő hozzájárulása nélkül is alletétbe adhatja a letéti szolgáltatás nyújtására jogosult befektetési szolgáltatónak vagy elszámolóháznak.

### A rendhagyó letéti szerződés
Ha a letét tárgya helyettesíthető dolog és a szerződés alapján a letéteményest megilleti a letett dolog használatának és az azzal való rendelkezésnek a joga, a letéteményes tulajdonjogot szerez és a letét lejáratakor ugyanolyan fajtájú és minőségű dolgot ugyanolyan mennyiségben köteles a letevőnek visszaadni.

### Számlavezetési kötelezettség gyűjtő és rendhagyó letét esetén
Ha a letéteményes a gyűjtő és a rendhagyó letétben lévő értékpapírokról a letevő számára értékpapír letéti számla vezetésére köteles, az értékpapír átruházására és megterhelésére a dematerializált értékpapír átruházására és megterhelésére vonatkozó szabályokat kell megfelelően alkalmazni.

## A szállodai letéti szerződés
A szállodai letéti szerződésről a Ptk. XLIX. Fejezete az alábbiakban rendelkezik:
A szálloda felelőssége azokban a dolgokban bekövetkezett károkért áll fenn, amelyeket a vendég a szállodában kijelölt, illetve általában erre rendelt helyen vagy a szobájában helyezett el, vagy amelyeket a szálloda olyan alkalmazottjának adott át, akit dolgai átvételére jogosultnak tarthatott. A szálloda felelőssége alapján a kártérítés mértéke legfeljebb a napi szobaár összegének ötvenszerese. A felelősség ezt meghaladó mértékű korlátozása vagy kizárása semmis. Az értékpapírokért, készpénzért és egyéb értéktárgyakért a szálloda felelőssége akkor áll fenn, ha a szálloda a dolgot megőrzésre átvette, vagy a megőrzésre átvételt megtagadta. Az így elhelyezett dolgokért a szálloda felelőssége korlátlan.

### A szálloda zálogjoga
A szállodát mint letéteményest megillető zálogjogra a bérbeadó zálogjogának szabályait kell megfelelően alkalmazni.

### A nyilvánosság számára nyitva álló intézmények felelőssége
A fürdők, kávéházak, éttermek, színházak és a nyilvánosság számára nyitva álló hasonló intézmények, továbbá a ruhatár felelősségére a szálloda felelősségének szabályait a következő eltérésekkel kell alkalmazni:
- a) felelősségük az olyan dolgokra terjed ki, amelyeket a látogatók ezen intézményekbe rendszerint magukkal szoktak vinni;
- b) ha megfelelő hely áll a látogatók rendelkezésére dolgaik megőrzése céljából, az intézmény az itt elhelyezett dolgokban esett kárért tartozik felelősséggel.[28]